# NLAW
Die Next Generation Light Anti-Tank Weapon (NLAW) ist eine Panzerabwehrlenkwaffe schwedischer Entwicklung und steht seit 2007 bei verschiedenen Streitkräften im Einsatz.

## Entwicklung
Die NLAW entstand auf Grund einer Ausschreibung der Streitkräfte des Vereinigten Königreichs im Jahr 2001. Das Programm Main Battle Tank and Light Anti-tank Weapon (MBT LAW) sah den Ersatz der in die Jahre gekommenen reaktiven Panzerbüchsen LAW 80 und AT4 vor. Mit der neuen Waffe sollten moderne Kampfpanzer mit Reaktivpanzerung auf eine Distanz von 300–600 m bekämpft werden können. Daneben sollte sich das System für den Kampf in urbanem Gelände eignen. Bei der Ausschreibung konnte sich Saab Bofors Dynamics mit der NLAW gegen den Konkurrenten Lockheed Martin mit der FGM-172 SRAW durchsetzen. Im Jahr 2002 begann man beim Hauptauftragnehmer Saab Bofors Dynamics in einem Joint Venture mit 14 britischen Firmen mit der Entwicklung der NLAW.
Die NLAW nutzt die Sensoreinheit, die Steuerautomatik und das Lenksystem der Panzerabwehrlenkwaffe BILL. Weiter kamen auch einzelne Bauteile der FFV Carl Gustaf und AT4 bei der NLAW zur Anwendung. Die ersten NLAW wurden im Jahr 2007 zu Testzwecken an die British Army ausgeliefert.
Die NLAW wird hauptsächlich in Großbritannien mit Komponenten aus ganz Europa hergestellt. Der Gefechtskopf beispielsweise wird von Saab Bofors Dynamics Switzerland Ltd. in der Schweiz hergestellt.

## Technik

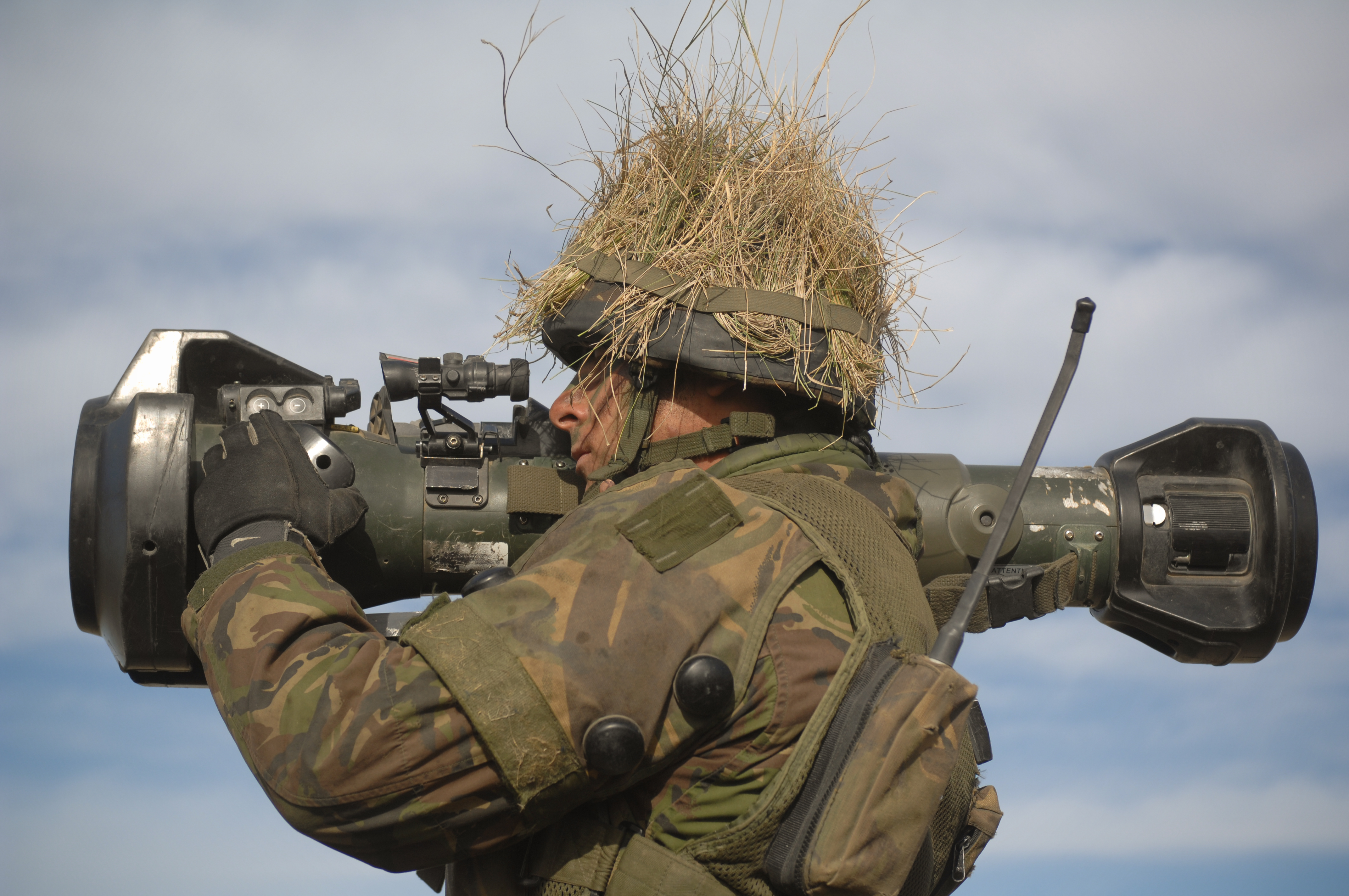
Soldat mit geschulterter NLAW

Die Panzerabwehrlenkwaffe funktioniert nach dem Fire-and-Forget-Prinzip und dient zur Bekämpfung von gepanzerten Fahrzeugen sowie Gebäuden. Die Lenkwaffen werden in versiegelten Transport- und Startbehältern aus GFK ausgeliefert. An dem Behälter ist eine Zielverfolgungs- und Rechnereinheit sowie eine Tageslicht-Zieloptik mit zweieinhalbfacher Vergrößerung angebracht. An der Zieloptik können Wärmebildgeräte verschiedener Hersteller angebracht werden. Der Startbehälter wiegt in schussbereitem Zustand 11,6 kg, wobei 6,8 kg auf die Rakete entfallen. NLAW kann von einem einzelnen Menschen transportiert und eingesetzt werden. Der Start mit der geschulterten Waffe kann liegend, kniend oder auch stehend erfolgen. Auch kann NLAW aus geschlossenen Räumen eingesetzt werden. Die Raketen der ersten Serie haben gegen bewegliche Ziele eine Einsatzdistanz von rund 400 m. Bei der Bekämpfung von stationären Zielen liegt diese bei rund 600 m. Bei den Raketen der zweiten Serie konnte mittels Softwareanpassungen die maximale Einsatzdistanz auf rund 800 m vergrößert werden. Für die Distanz von 400 m benötigt die Rakete knapp zwei Sekunden. Verfehlt die Rakete das Ziel, so zerstört sie sich nach einer Flugzeit von 5,6 Sekunden selbst. Nach dieser Flugzeit hat die Rakete eine Strecke von rund 1000 m zurückgelegt. Die minimale Bekämpfungsdistanz der NLAW liegt bei 20 m und ist damit deutlich geringer als bei vergleichbaren Modellen. NLAW kann in einem Elevationsbereich von ±45° sowie in einem Temperaturbereich von −38 bis +63 °C eingesetzt werden.

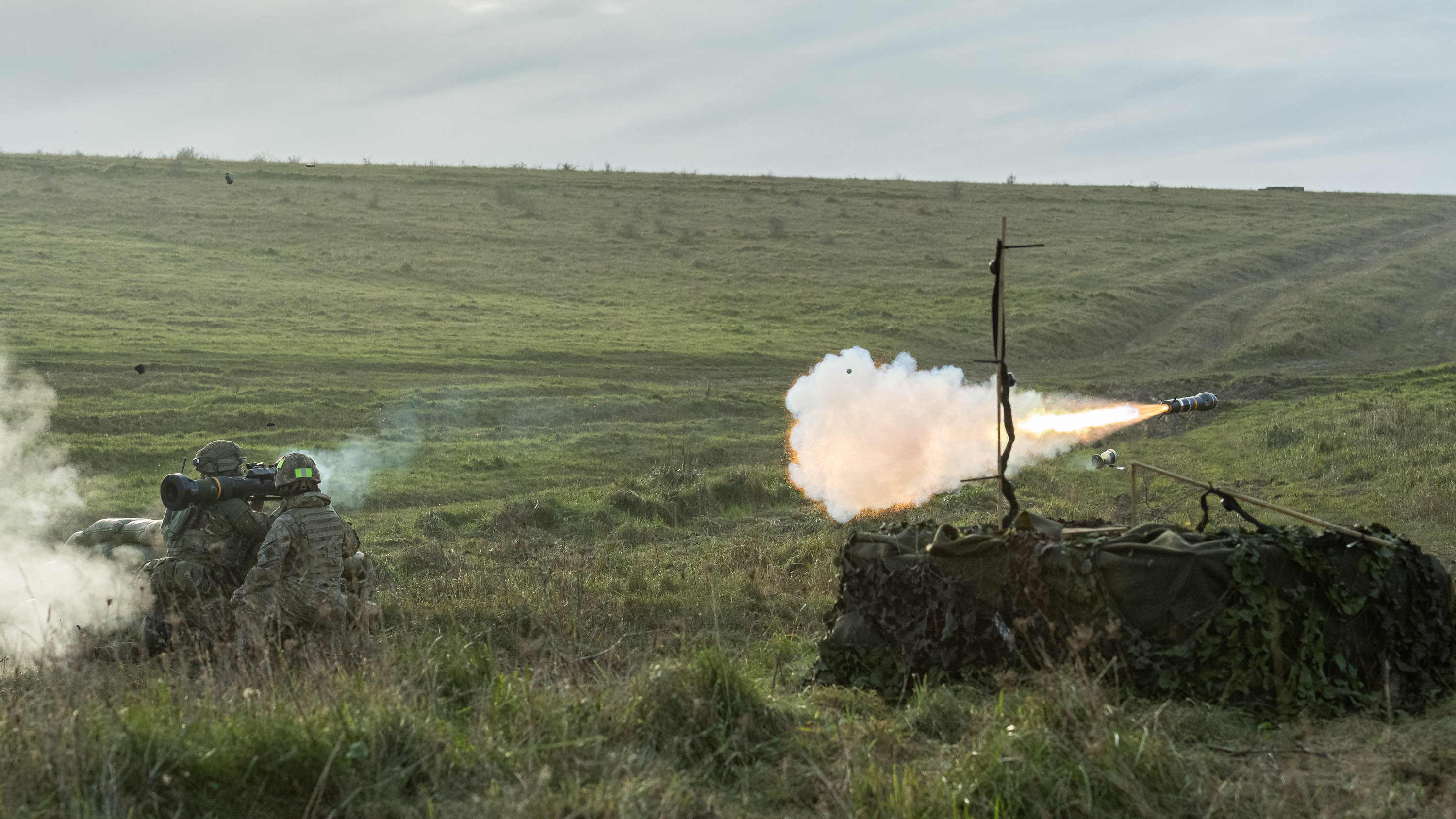
Kaltstart einer NLAW

Um die Rakete zu starten, muss der Schütze das Ziel anvisieren. Ist das Ziel im Fadenkreuz, aktiviert er mit einem Schalter die Zielverfolgungseinheit. Die Zielverfolgungs- und Rechnereinheit verfügt über eine umfangreiche Sensorik, welche Neigungswinkel, Verkantungswinkel, Zieldistanz, Zielbewegung, Munitionstemperatur sowie die Winkelgeschwindigkeit zum Ziel ermittelt. Der Schütze muss daher nicht den Vorhalt ermitteln und die Seitenabweichung sowie die Schussdistanz nicht berücksichtigen. Innerhalb von 2–3 Sekunden werden die nötigen Zielparameter ermittelt sowie der Flugweg errechnet. Danach wird der Abzug freigegeben und die Rakete kann gestartet werden. NLAW verwendet ein zweistufiges Feststoffraketentriebwerk. Die erste Stufe stößt die Rakete aus dem Startbehälter und beschleunigt die Rakete auf rund 40 m/s. In sicherer Entfernung zündet die zweite Stufe und beschleunigt die Rakete auf rund 200 m/s. Während des Fluges hält die Lenkwaffe ihren vorprogrammierten Kurs mittels des Trägheitsnavigationssystems bei und fliegt dieselbe Bahn wie ein gesteuerter CLOS-Lenkflugkörper. Kursabweichungen durch Wettereinflüsse werden automatisch korrigiert.

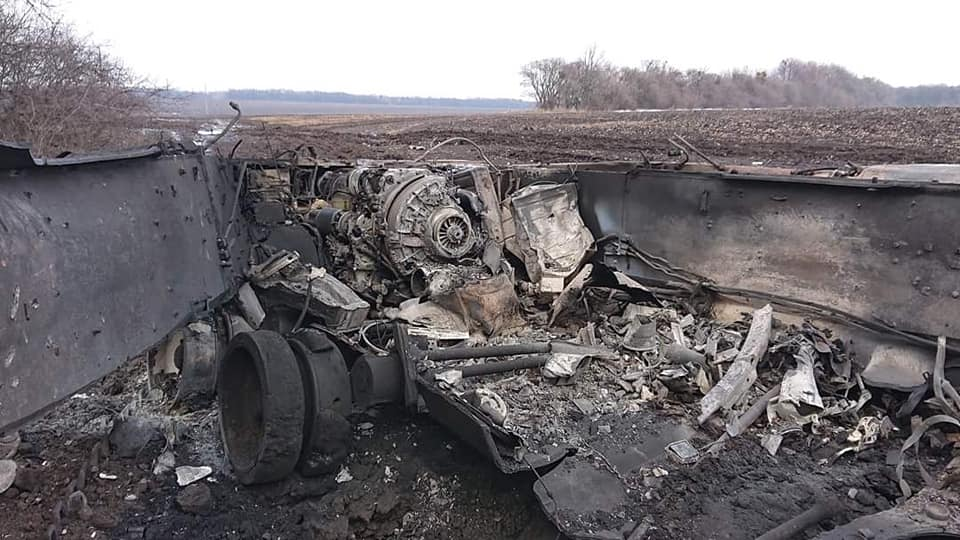
Durch eine NLAW zerstörter T-80

Vor dem Start kann der Schütze zwischen zwei Angriffsmodi wählen: OTA (overfly top attack, dt.: Überflug, Angriff von oben) oder DA (direct attack, dt.: Direktangriff) Der Modus OTA kommt bei der Bekämpfung von Kampfpanzern oder Zielen, die sich hinter Deckungen befinden, zum Einsatz. Hierbei fliegt die Rakete rund 1 m über der Ziellinie und detoniert nach Auslösung durch den optomagnetischen Annäherungszünder über dem Ziel. Der Aufbau des Gefechtskopfs gleicht dem der PALR BILL-2. Er hat ein Kaliber von 150 mm, wiegt 1,8 kg und enthält eine nach unten gerichtete Hohlladung mit 102 mm Durchmesser, womit das Ziel von oben bekämpft wird. Bei diesem Angriffsprofil muss nur die relativ dünne Dachpanzerung des Kampfpanzers durchschlagen werden. Die Durchschlagsleistung wird mit mindestens 500 mm RHA angegeben.
Im Modus DA nimmt die Rakete kein überhöhtes Flugprofil ein und fliegt das Ziel seitlich an. Der Sprengkopf wird durch den Aufschlagzünder ausgelöst. Auch bei diesem Modus wird der Flugweg der Rakete vorgängig durch die Zielverfolgungseinheit ermittelt. Der Modus DA kommt bei der Bekämpfung von leicht gepanzerten Fahrzeugen, Feldbefestigungen und Gebäuden zum Einsatz.

## Verbreitung

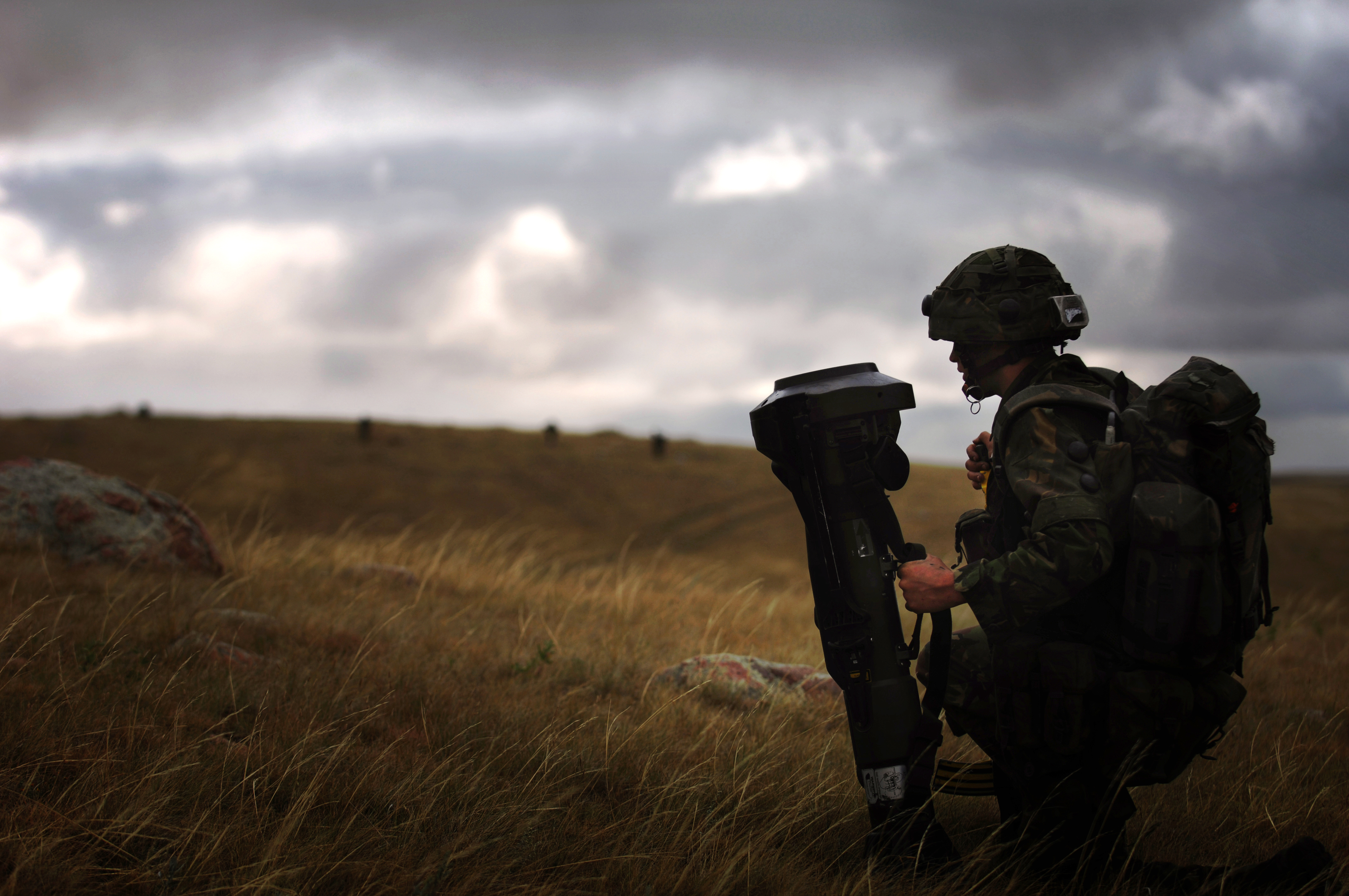
Britischer Soldat mit NLAW

- Finnland – 3000, lokale Bezeichnung 102 RSLPSTOHJ NLAW[8][10]
- Frankreich  – Unbekannte Anzahl, ersetzt ab 2025 die Eryx[11]
- Indonesien – 600[12]
- Litauen – Unbekannte Anzahl[13]:122
- Luxemburg – 50[10]
- Malaysia – 500[10][14]
- Saudi-Arabien – Unbekannte Anzahl[14]
- Schweden – 2000, lokale Bezeichnung RB57[8][10]
- Schweiz – 4000[10][15]
- Ukraine – 4000 und weitere 6000 sind bestellt[16][17][18]
- Vereinigtes Königreich – 14.000[10]